# Куницька сільська рада
| Куницька сільська рада — орган місцевого самоврядування у Крижопільському районі Вінницької області з адміністративним центром у с. Куниче. Сільській раді підпорядковані населені пункти: - с. Куниче |

## Склад ради
Рада складається з 12 депутатів та голови.

## Керівний склад сільської ради
| ПІБ                            | Основні відомості                                                         | Дата обрання | Дата звільнення |
| ------------------------------ | ------------------------------------------------------------------------- | ------------ | --------------- |
| Шевчук Лідія Павлівна          | Сільський голова, 1952 року народження, освіта                            | 26.03.2006   | 31.10.2010      |
| Гнатенко Віталій Костянтинович | Сільський голова, 1966 року народження, освіта вища, член Партії регіонів | 31.10.2010   |                 |

Примітка: таблиця складена за даними джерела